# كأس العالم 1950
كأس العالم لكرة القدم 1950 هي البطولة الرابعة من كأس العالم لكرة القدم وأقيمت في البرازيل من 24 يونيو إلى 16 يوليو، وهي الأولى منذ عام 1938، بعد توقف دام 12 عاماً بسبب ظروف الحرب العالمية الثانية فكانت آخر بطولة هي التي أقيمت عام 1938 في فرنسا. وبعد انتهاء الحرب قرر الاتحاد الدولي لكرة القدم تعويض بطولتي 1942 و1946 وقامت بالبحث عن دولة لإستضافة تلك البطولة ولكنها فشلت في الوصول لأي دولة أوروبية تستضيف الحدث بعد تلك الحرب حيث خشي الاتحاد الدولي من عدم الحصول على موارد كافية لتنفيذ تلك البطولة، حتى أن تقدمت البرازيل بطلب استضافة كأس العالم لكرة القدم على أرضها بشرط أن تقام عام 1950 (كان مقرراً أن تقام عام 1949)، وكان عرض البرازيل مشابهاً بشكل كبير لعرضها لاستضافة البطولة عام 1942 بالإضافة إلى ألمانيا.
واصل الاتحاد الدولي لكرة القدم محاولاته لإقناع الدول بإرسال منتخباتها للمنافسة في البطولة. منتخب إيطاليا لكرة القدم كان من أهم المنتخبات التي يجب أن تشارك (آخر فائز بالبطولة عام 1938)، ولكن كانت إيطاليا قد خرجت من الحرب العالمية الثانية ولم تعتقد إنها يمكنها المشاركة في البطولة إلى أن تم إقناعها بالمشاركة في النهاية واضطر الاتحاد الدولي لكرة القدم لتحمل مصاريف سفر المنتخب الإيطالي للبرازيل وإقامته هناك. وكان الاتحاد الدولي قد قرر تأهل البلد حامل اللقب إلى البطولة بدون تصفيات. لم يتمكن منتخبا ألمانيا الغربية واليابان من المشاركة بسبب بقائهما تحت الاحتلال.
أُقيم نهائي كأس العالم لكرة القدم 1950 على ملعب ملعب ماراكانا بحضور 200 ألف متفرج، كان ولا زال رقماً قياسياً كأكثر النهائيات حضوراً. أطلق على تلك المباراة النهائية لقب ماراكانازو واستطاع منتخب الأوروغواي التغلب على صاحب الأرض والجمهور منتخب البرازيل، ليفوز باللقب الثاني له في بطولات كأس العالم.

## عن البطولة
لم يتم إقامة كأس العالم لمدة 12 عاماً بسبب ظروف الحرب العالمية الثانية، فقد كانت آخر نسخة عام 1938 في فرنسا. وبعد انتهاء الحرب قرر الاتحاد الدولي لكرة القدم تعويض بطولتي 1942 و1946 وقامت بالبحث عن دولة لإستضافة تلك البطولة ولكنها فشلت في الوصول لأي دولة أوروبية تستضيف الحدث بعد تلك الحرب حيث خشى الاتحاد الدولي من عدم الحصول على موارد كافية لتنفيذ تلك البطولة، إلى أن تقدمت البرازيل بطلب استضافة كأس العالم لكرة القدم على أرضها بشرط أن تقام عام 1950 (كان مقرراً أن تقام عام 1949) وكان عرض البرازيل مشابهاً بشكل كبير لعرضها لإستضافة البطولة عام 1942 بالإضافة إلى ألمانيا.

## التصفيات

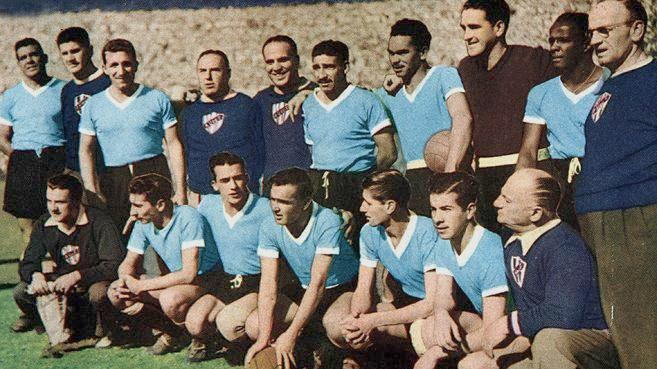
منتخب الأوروغواي، الفاز بلقب كأس العالم 1950.

بعد اعتماد دولة مضيفة تتمتع بالأمان في ذلك الوقت، خصص الفيفا بعض الوقت لإقناع الدول بإرسال فرقها الوطنية للمنافسة. حظي منتخب إيطاليا بأهمية خاصة آنذاك كونه حامل اللقب منذ فترة طويلة، وذلك بعد أن فاز ببطولتي كأس العالم لكرة القدم 1934 وكأس العالم لكرة القدم 1938؛ لكن المنتخب الإيطالي كان يعاني ضعفاً شديداً، إذ أن معظم أفراد التشكيلة الأساسية قد لقوا حتفهم في كارثة سوبرجا الجوية قبيل بدء البطولة. اقتنع الإيطاليون في نهاية المطاف بالحضور والمشاركة، بيد أنهم سافروا على متن قارب بدلاً من الطائرة. نظراً لأن البرازيل وإيطاليا متأهلان تلقائياً، بقي 14 فريقاً، منها سبعة منتخبات أوروبية وستة من الأمريكتان وواحد من آسيا.

### الفرق الممنوعة
لم يسمح لألمانيا (كانت ألمانيا لا تزال محتلة) واليابان (كانت اليابان لا تزال محتلة) بالمنافسة في التصفيات. أما إيطاليا والنمسا فلم يخضعا لعقوبات دولية، كما تأهل المنتخب الإيطالي تلقائياً باعتباره حامل اللقب. أما فرنسا فقد قبل الفيفا مشاركتها قبل أسبوعين من انطلاق البطولة. وفي تلك الفترة لم يكن منتخب ألمانيا الشرقية قد تأسس بعد.

### الأمم البريطانية

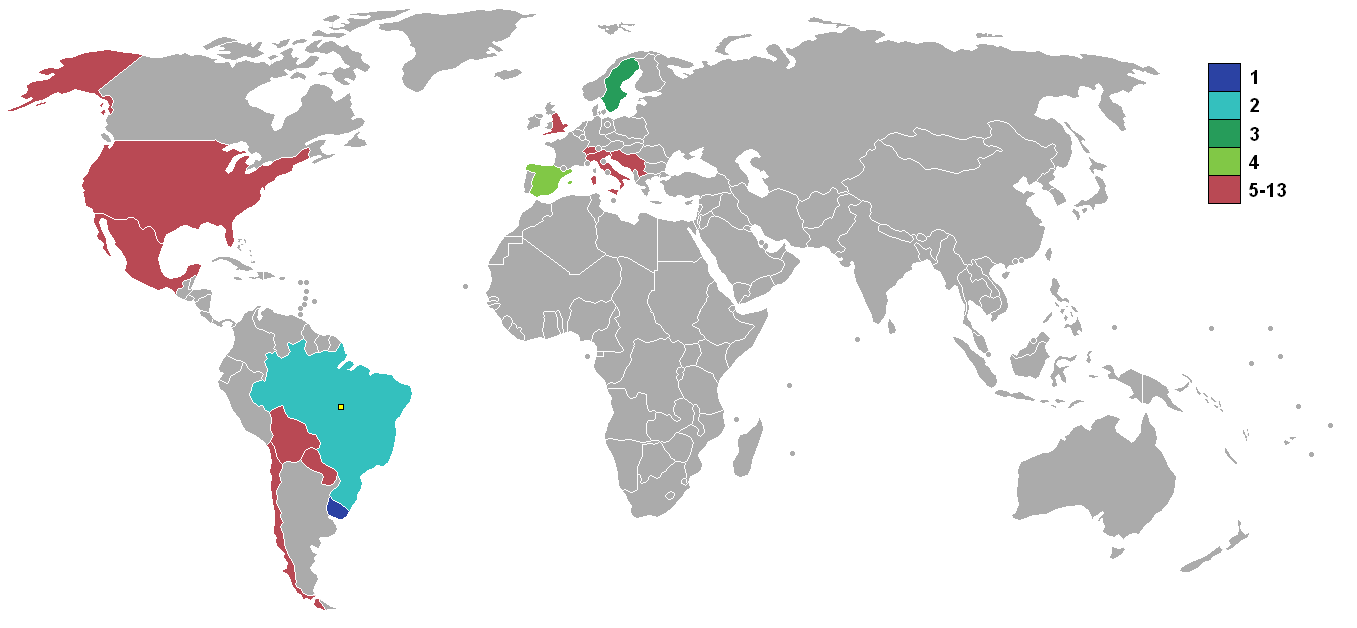
الدول المشاركة بعد انسحاب 3 من أصل 16 دولة متأهلة.

دعيت بريطانيا للمشاركة، وذلك بعد أن أعادت الانضمام للفيفا قبل أربع أعوام بعد 17 عاماً من الانعزال الاختياري. قررت بريطانيا الاستعانة بالفرق الوطنية المشاركة في البطولات الرئيسية 1949–1950 كجموعة متأهلة، فحل منتخب إنجلترا أولاً ومنتخب اسكتلندا ثانياً.

### الفرق التي رفضت المشاركة
رفض عدد من الفرق المشاركة في البطولة، بما فيها معظم دول ما وراء الستار الحديدي كالاتحاد السوفيتي الذي وصل للنهائيات في بطولة 1938، والمجر وتشيكوسلوفاكيا.

### الانسحابات خلال التصفيات
انسحب كل من الإكوادور والأرجنتين وبيرو في كونميبول بعد قرعة التأهيل (انسحبت الأرجنتين بسبب خلاف مع البرازيل). وهذا يعني أن منتخبات باراغواي وبوليفيا وتشيلي وأوروغواي كانت المتأهلة عن أمريكا الجنوبية تلقائياً. أما من آسيا، فقد انسحب كل من إندونيسيا والفلبين وبورما تاركين الهند في المنافسات. عن أوروبا، انسحب منتخب النمسا بداعي عدم الخبرة. كما انسحب منتخب بلجيكا من الجولة التأهيلية. وهذا سبّب تأهل سويسرا وتركيا حتى دون أن يلعبا جولتهما التأهيلية الأخيرة.

### الانسحابات بعد التصفيات
قبل المنافسات التأهيلية، أفاد جورج غراهام رئيس اتحاد اسكتلندا لكرة القدم أن فريق اسكتلندا سيسافر إلى البرازيل كفائز عن البطولات الرئيسية الوطنية. على النقيض من ذلك، فقد أعلنت إنجلترا أن منتخبها سيحضر البطولة حتى لو احتلوا المركز الثاني في البطولات المحلية. لكن بعد أن حلت اسكتلندا في المركز الثاني بعد إنجلترا، شجع كابتن إنجلترا بيلي رايت كابتن المنتخب الإسكتلندي جورج يونغ على إقناع اتحاد اسكتلندا لقبول الذهاب إلى البرازيل لكنه رفض فانسحبت اسكتلندا من البطولة.
كما انسحبت تركيا بسبب المشاكل المالية وعدم القدرة على تحمل تكاليف السفر إلى أمريكا الجنوبية، ليستدعي الفيفا البرتغال وفرنسا اللذين كانا أقصيا من التصفيات لملء الفراغ الذي نتج عن انسحاب اسكتلندا وتركيا. رفضت البرتغال، لكن فرنسا قبلت المشاركة وبذلك دخلت في القرعة.

### القرعة والانسحابات المتعاقبة
جرت القرعة في مدينة ريو دي جانيرو في 22 مايو 1950، ووضعت بموجبها الفرق الـ 15 الباقية في أربع مجموعات:
- المجموعة الأولى: البرازيل، المكسيك، سويسرا ويوغوسلافيا
- المجموعة الثانية: إنجلترا، تشيلي، إسبانيا والولايات المتحدة.
- المجموعة الثالثة: إيطاليا، الهند، باراغواي والسويد
- المجموعة الرابعة: أوروغواي، بوليفيا وفرنسا

بعد القرعة، قرر منتخب الهند عدم الذهاب لكأس العالم بسبب تكاليف السفر (على الرغم من أن الفيفا سيتحمل جزء كبير من النفقات). ونظراً لضيق الوقت للتدريب والحاجة إلى اختيار الفريق وتقييم المشاركة الأولمبية بدلاً من المشاركة في كأس العالم.
على الرغم من أن الفيفا فرض قانون بعدم اللعب حفاء بعد الألعاب الأولمبية الصيفية 1948 حيث كان أعضاء الفريق الهندي قد لعبوا حفاة في الأولمبياد، إلا أن قائد الفريق الهندي شيلين مانا ادعى أنه تلك كانت مجرد قصة للتغطية على الأسباب الحقيقية وراء قرار الاتحاد الهندي.
انسحبت فرنسا أيضاً، لعدم توفر المبلغ المطلوب للانضمام للمجموعة الرابعة. لم يكن الوقت كافياً لدعوة فرق بديلة أو إعادة ترتيب المجموعات، لذا فقد بدأت البطولة بـ 13 فريق فقط، وبقيت المجموعة الرابعة بفريقين فقط.

## المدن المستضيفة للمباريات
- بيلو هوريزونتي
- كوريتيبا
- بورتو أليغري
- ريسيفي
- ريو دي جانيرو
- ساو باولو

## الدور الأول

### المجموعة 1
| فريق       | نقاط | لعب | فوز | تعادل | خسارة | له | عليه |
| ---------- | ---- | --- | --- | ----- | ----- | -- | ---- |
| البرازيل   | 5    | 3   | 2   | 1     | 0     | 8  | 2    |
| يوغوسلافيا | 4    | 3   | 2   | 0     | 1     | 7  | 3    |
| سويسرا     | 3    | 3   | 1   | 1     | 1     | 4  | 6    |
| المكسيك    | 0    | 3   | 0   | 0     | 3     | 2  | 10   |

| البرازيل                               | 4–0     | المكسيك |
| -------------------------------------- | ------- | ------- |
| ميندير 30'، 79' · بنتو 65' · كوستا 71' | (تقرير) |         |

| يوغوسلافيا                                 | 3–0     | سويسرا |
| ------------------------------------------ | ------- | ------ |
| ميتيتش 59' · توماسفيتش 70' · أوغنيانوف 84' | (تقرير) |        |

| البرازيل                  | 2–2     | سويسرا         |
| ------------------------- | ------- | -------------- |
| دوس سانتوس 3' · كوستا 32' | (تقرير) | فاتون 17'، 88' |

| يوغوسلافيا                                           | 4–1     | المكسيك          |
| ---------------------------------------------------- | ------- | ---------------- |
| ستيبان بوبيك 20' · كاكوفسكي 23'، 51' · توماسفيتش 81' | (تقرير) | أورتيز 89' (ر.ج) |

| البرازيل                | 2–0     | يوغوسلافيا |
| ----------------------- | ------- | ---------- |
| مينديز 4' · زيزينيو 69' | (تقرير) |            |

| سويسرا               | 2–1     | المكسيك     |
| -------------------- | ------- | ----------- |
| بدر 10' · أنتنين 44' | (تقرير) | كاسارين 89' |

### المجموعة 2
| فريق             | نقاط | لعب | فوز | تعادل | خسارة | له | عليه |
| ---------------- | ---- | --- | --- | ----- | ----- | -- | ---- |
| إسبانيا          | 6    | 3   | 3   | 0     | 0     | 6  | 1    |
| إنجلترا          | 2    | 3   | 1   | 0     | 2     | 2  | 2    |
| تشيلي            | 2    | 3   | 1   | 0     | 2     | 5  | 6    |
| الولايات المتحدة | 2    | 3   | 1   | 0     | 2     | 4  | 8    |

| إنجلترا                  | 2–0     | تشيلي |
| ------------------------ | ------- | ----- |
| مورتنسن 39' · مانيون 51' | (تقرير) |       |

| إسبانيا                           | 3–1     | الولايات المتحدة |
| --------------------------------- | ------- | ---------------- |
| إيجوا 81' · باسورا 83' · زارا 89' | (تقرير) | بارياني 17'      |

| إسبانيا               | 2–0     | تشيلي |
| --------------------- | ------- | ----- |
| باسورا 17' · زارا 30' | (تقرير) |       |

| الولايات المتحدة | 1–0     | إنجلترا |
| ---------------- | ------- | ------- |
| غيتجينز 38'      | (تقرير) |         |

| إسبانيا  | 1–0     | إنجلترا |
| -------- | ------- | ------- |
| زارا 48' | (تقرير) |         |

| تشيلي                                                    | 5–2     | الولايات المتحدة                 |
| -------------------------------------------------------- | ------- | -------------------------------- |
| روبليدو 16' · كريماسكي 32'، 60' · برييتو 54' · رييرا 82' | (تقرير) | فرانك والاس 47' · ماكا 48' (ر.ج) |

### المجموعة 3
| فريق     | نقاط  | لعب   | فوز   | تعادل | خسارة | له    | عليه  |       |
| -------- | ----- | ----- | ----- | ----- | ----- | ----- | ----- | ----- |
| السويد   | 3     | 2     | 1     | 1     | 0     | 5     | 4     |       |
| إيطاليا  | 2     | 2     | 1     | 0     | 1     | 4     | 3     |       |
| باراغواي | 1     | 2     | 0     | 1     | 1     | 2     | 4     |       |
| الهند    | انسحب | انسحب | انسحب | انسحب | انسحب | انسحب | انسحب | انسحب |

| السويد                        | 3–2     | إيطاليا                       |
| ----------------------------- | ------- | ----------------------------- |
| جيبسون 25'، 68' · اندرسون 33' | (تقرير) | كارابيليزي 7' · موتشينللي 75' |

| السويد                    | 2–2     | باراغواي                    |
| ------------------------- | ------- | --------------------------- |
| ساندفيست 17' · بالمير 26' | (تقرير) | أ. لوبيز 35' · س. لوبيز 74' |

| إيطاليا                         | 2–0     | باراغواي |
| ------------------------------- | ------- | -------- |
| كارابيليزي 12' · باندولفيني 62' | (تقرير) |          |

### المجموعة 4
| فريق       | نقاط  | لعب   | فوز   | تعادل | خسارة | له    | عليه  |       |
| ---------- | ----- | ----- | ----- | ----- | ----- | ----- | ----- | ----- |
| الأوروغواي | 2     | 1     | 1     | 0     | 0     | 8     | 0     |       |
| بوليفيا    | 0     | 1     | 0     | 0     | 1     | 0     | 8     |       |
| فرنسا      | انسحب | انسحب | انسحب | انسحب | انسحب | انسحب | انسحب | انسحب |

| الأوروغواي                                                                   | 8–0     | بوليفيا |
| ---------------------------------------------------------------------------- | ------- | ------- |
| ميجويز 14'، 40'، 51' · فيدال 18' · سيكافينو 23'، 54' · بيريز 83' · غيغيا 87' | (تقرير) |         |

## الدور النهائي
اقتضى نظام البطولة أن يلتقي متصدر كل مجموعة من المجموعات الأربع في مجموعة نهائية (وهذا النظام لم يحدث إلا في هذه البطولة)، ولذلك فلم تكن هناك في الواقع مباراة نهائية، ولا مباراة مركز ثالث.
قبل مباراة البرازيل والأوروغواي كان يكفي البرازيل التعادل للفوز باللقب، لكن الأوروغواي حققت المطلوب بفوزها 2-1.
| فريق       | نقاط | لعب | فوز | تعادل | خسارة | له | عليه |
| ---------- | ---- | --- | --- | ----- | ----- | -- | ---- |
| الأوروغواي | 5    | 3   | 2   | 1     | 0     | 7  | 5    |
| البرازيل   | 4    | 3   | 2   | 0     | 1     | 14 | 4    |
| السويد     | 2    | 3   | 1   | 0     | 2     | 6  | 11   |
| إسبانيا    | 1    | 3   | 0   | 1     | 2     | 4  | 11   |

| الأوروغواي             | 2–2     | إسبانيا         |
| ---------------------- | ------- | --------------- |
| غيغيا 29' · فاريلا 73' | (تقرير) | باسورا 37'، 39' |

| البرازيل                                                   | 7–1     | السويد            |
| ---------------------------------------------------------- | ------- | ----------------- |
| مينديز 17'، 36'، 52'، 58' · أرامبورو 39'، 88' · مانيكا 85' | (تقرير) | اندرسون 67' (ر.ج) |

| البرازيل                                                                      | 6–1     | إسبانيا   |
| ----------------------------------------------------------------------------- | ------- | --------- |
| مارتينيز 15' (ه.ذ.) · بنتو 21' · أرامبورو 31'، 55' · مينديز 57' · زيزينيو 67' | (تقرير) | إيجوا 71' |

| الأوروغواي                  | 3–2     | السويد                   |
| --------------------------- | ------- | ------------------------ |
| غيغيا 39' · ميجويز 77'، 85' | (تقرير) | بالمير 5' · ساندفيست 40' |

| السويد                                 | 3–1     | إسبانيا  |
| -------------------------------------- | ------- | -------- |
| ساندفست 15' · ميلبيرغ 33' · بالمير 80' | (تقرير) | زارا 82' |

| الأوروغواي               | 2–1     | البرازيل   |
| ------------------------ | ------- | ---------- |
| سيكافينو 66' · غيغيا 79' | (تقرير) | فرايشا 47' |

## الفائز
| الفائز ببطولة كأس العالم لكرة القدم 1950 |
| ---------------------------------------- |
| أوروغواي اللقب الثاني                    |

## ترتيب المنتخبات حسب النقاط والأهداف
| الترتيب | المنتخب          | فاز | تعادل | خسر | نقط | له | عليه | فرق |
| ------- | ---------------- | --- | ----- | --- | --- | -- | ---- | --- |
| 1       | الأوروغواي       | 3   | 1     | 0   | 7   | 15 | 5    | 10  |
| 2       | البرازيل         | 4   | 1     | 1   | 9   | 22 | 6    | 16  |
| 3       | السويد           | 2   | 1     | 2   | 5   | 11 | 15   | 4-  |
| 4       | إسبانيا          | 3   | 1     | 2   | 7   | 10 | 12   | 2-  |
| 5       | يوغوسلافيا       | 2   | 0     | 1   | 4   | 7  | 3    | 4   |
| 6       | سويسرا           | 1   | 1     | 1   | 3   | 4  | 6    | 2-  |
| 7       | إيطاليا          | 1   | 0     | 1   | 2   | 4  | 3    | 1   |
| 8       | إنجلترا          | 1   | 0     | 2   | 2   | 2  | 2    | 0   |
| 9       | تشيلي            | 1   | 0     | 2   | 2   | 5  | 6    | 1-  |
| 10      | الولايات المتحدة | 1   | 0     | 2   | 2   | 4  | 8    | 4-  |
| 11      | باراغواي         | 0   | 1     | 1   | 1   | 2  | 4    | 2-  |
| 12      | المكسيك          | 0   | 0     | 3   | 0   | 2  | 10   | 8-  |
| 13      | بوليفيا          | 0   | 0     | 1   | 0   | 0  | 8    | 8-  |
| ***     | المجموع          | 19  | 3     | 19  | *** | 88 | 88   | 0   |

ملحوظة: الخط الأزرق يفصل ما بين الأدوار التي تقصى فيها الفرق.

## روابط خارجية
- كأس العالم لكرة القدم 1950 على FIFA.com نسخة محفوظة 12 سبتمبر 2015 على موقع واي باك مشين.